# الشيعة في كندا
يعد الإسلام الشيعي في كندا جزءًا من المجتمع الشيعي العالمي الذي يواصل الارتباط مع الشيعة في أماكن أخرى، أصبح المسلمون الشيعة شريحة ظاهرة من المجتمع الإسلامي الكندي الذي أصبح أكثر وضوحًا منذ السبعينيات وما بعده.

## المجتمع
تظهر الجماعة الإسلامية الشيعية على مذهبين رئيسيين في كندا، أحدهما من خلال الإثني عشريَّة والآخر الإسماعيليَّة (السبعية)، ومع ذلك، نظرًا لعدم وجود أسئلة التعداد التي تتناول تفاصيل محددة في كندا، لا يزال من غير المعروف أي مجتمع هو الأكبر بين الاثنين. ومع ذلك، فقد أنشأ كلاهما مراكز مجتمعية تشمل قاعات الجماعة الروحية ومراكز الترفيه الملحقة بها، لدى الشيعة الإثني عشريَّة مساجد وحسينيَّات، ولدى الإسماعيليين الشيعة جماعة خانيَّة في البلاد. أبرز مركزين إسماعيليين هما المركز الإسماعيلي في تورونتو والمركز الإسماعيلي في فانكوفر، بينما أبرز مركز إثني عشري هو مركز المجتمع الجعفري في فوغان، أونتاريو.

## السكان
يقدر عدد السكان الشيعة في كندا بحوالي 300 ألف شخص، يعود قدوم المسلمين الشيعة إلى هذه البلاد بسبب هجرة الشيعة من دول مثل إيران، وباكستان، ولبنان، وغيرها من الدول التي استوطنت هناك، ويتوزع معظم السكان المذكورين في مدن كبرى مثل تورونتو، ومونتريال، وفانكوفر.

## بعض مشاهير الشيعة الكنديين
- أمير عطاران - محامٍ وأخصائي مناعة وأستاذ قانون
- مازيار بهاري - صحفي ومخرج سينمائي وناشط في مجال حقوق الإنسان
- فريد هرينجاد - صانع أفلام وثائقية ومدون
- سلمى لاخاني - نائب حاكم ألبرتا
- موبينا جعفر - محامية، عضو مجلس الشيوخ عن كولومبيا البريطانية
- رحيم جعفر - عضو برلمان ألبرتا السابق
- أمير خضير - عضو الجمعية الوطنية والمتحدث السابق باسم كيبيك سوليدير
- حسن خسروشاهي - مؤسس متجر التجزئة للإلكترونيات فيوتشر شوب
- رضوان منجي - ممثل تلفزيوني وسينمائي
- أنيسة مهدي - مخرجة سينمائية وصحافية حائزة على جائزة إيمي
- رضا حسيني نسب – آية الله العظمى في كندا
- ناهيد نينشي - مستشار القطاع غير الربحي، عمدة كالجاري
- ياسمين راتنسي - محاسبة، عضو برلمان ؛ أول امرأة مسلمة تُنتخب لعضوية مجلس العموم الكندي
- عمر ساتشدينا - صحفي تلفزيوني وقارئ أخبار
- أليزا فيلاني - ممثلة تلفزيونية (شاركت في مسلسل مسجد صغير على المرج)
- علي فيلشي - صحفي تلفزيوني يعمل الآن في الولايات المتحدة
- عليخان فيلشي - محامي ومستشار سياسي سابق لستيفن هاربر
- مراد فيلشي - عضو سابق في الجمعية التشريعية لأونتاريو ، والد علي فيلشي
- رنا بخاري - محامية، زعيمة سابقة لحزب مانيتوبا الليبرالي، وناشطة مناهضة للعنصرية.

- المركز الإسماعيلي، برنابي

## روابط خارجية
- www.islamabc.org